# Joachim Heberle

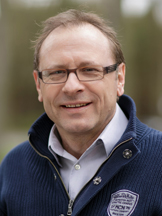
Joachim Heberle

Joachim Heberle (* 1. Oktober 1960 in Bietigheim) ist ein deutscher experimenteller Biophysiker und Hochschullehrer an der FU Berlin.

## Leben
Heberle begann sein Studium der Chemie an der Universität Stuttgart, das er 1980 mit einem Diplom in physikalischer Chemie an der Julius-Maximilians-Universität Würzburg abschloss. Drei Jahre später promovierte er im Bereich der Biophysik an der FU Berlin. Von 1991 bis 1993 ging er als Post-Doktorand zum Hahn-Meitner-Institut Berlin. 1993 wechselte Heberle an das Forschungszentrum Jülich, wo er eine Nachwuchsgruppe gründete. Während dieser Zeit habilitierte er sich in biophysikalischer Chemie (1998) an der Heinrich-Heine-Universität Düsseldorf. Für diesen Forschungsbereich wurde der 2005 Professor in der Fakultät für Chemie an der Universität Bielefeld. Seit 2009 ist er Professor für experimentelle molekulare Biophysik am Fachbereich Physik der Freien Universität Berlin.

## Internationales
Im Zuge seiner Forschungslaufbahn war Heberle Gastwissenschaftler an der University of Arizona in Tucson (1991) und an der Universität Göteborg (1995). Später war er Gastprofessor an der Changchun-Universität, China (2009) und an der Technischen Universität Nagoya, Japan (2015–2016). Im Oktober 2014 war auf Vortragsreise durch verschiedene japanische Universitäten finanziert durch ein Stipendium der Japan Society for the Promotion of Science.

## Wirken
Heberles wissenschaftlicher Schwerpunkt liegt in der Entwicklung und Anwendung von schwingungsspektroskopischen Methoden (IR sowie Raman) zur Erforschung der Funktionsweise von Proteinen. Mit seinem Mitarbeiter Kenichi Ataka ist er der Pionier in der Entwicklung und Anwendung der oberflächenverstärkten Infrarot-Spektroskopie auf biochemische Systeme. und in der Anwendung der IR-Nanoskopie auf biologische Systeme. Die räumliche Auflösung dieses chemischen Mikroskops ist ca. 100× besser als bei herkömmlichen Infrarotmikroskopen.
Sein wissenschaftliches Interesse gilt dabei vornehmlich den Transmembranproteinen, wie z. B. der Cytochrom-c-Oxidase oder den mikrobiellen Rhodopsinen. So hat Heberle wesentliche Beiträge zum molekularen Verständnis des lichtaktivierbaren Ionenkanals Channelrhodopsin geleistet, dessen Entdeckung durch Nagel, Hegemann und Bamberg das neue Gebiet der Optogenetik begründete. Heberle ist seit 2017 Sprecher des Sonderforschungsbereichs 1078 „Protonation Dynamics in Protein Function“, in dem diese Proteine untersucht werden.
Neben seiner Forschungstätigkeit war Heberle in der Zeit von 1997 bis 2002 Mitherausgeber der Zeitschrift Biochimica et Biophysica Acta, Bioenergetics, und ist seit 2015 Mitherausgeber von Chemical Reviews.
Joachim Heberle engagiert sich außerdem in Fragen der wissenschaftlichen Integrität. So war er Mitglied des Gremiums Ombudsman für Wissenschaft (2014–2021) in Deutschland und Teil der Kommission der Österreichischen Agentur für wissenschaftliche Integrität (2021–2023). Seit 2021 ist er die Zentrale Ombudsperson der Freien Universität und sitzt seit 2020 im Zentralen Ethik-Ausschuss der Freien Universität Berlin.

## Auszeichnungen
- 2023: Lars Ernster Lecture in Bioenergetics, Stockholm

## Weiteres Engagement und Mitgliedschaften (Auswahl)
- 2021–2026: Zentrale Ombudsperson der FU Berlin (KoWIN)
- 2024 – dato: Mitglied des Scientific Advisory Board des Dioscuri Centers for Structural Dynamics of Receptors (Jagellonian University in Krakau, Polen)
- 2021 – 2023: Mitglied der Kommission der Österreichischen Agentur für wissenschaftliche Integrität (ÖAWI)[5]
- 2020 – dato: Mitglied im Zentralen Ethik-Ausschuss der FU Berlin[6]
- 2019 – 2021: Sprecher der Sektion „Zelluläre Biophysik“ der Deutschen Gesellschaft für Biophysik[7]
- 2019 – dato: Mitglied des Vorstands des Exzellenz-Clusters UniSysCat[8]
- 2018 – dato: Mitglied im International Advisory Board des J. Heyrovsky Institute of Physical Chemistry der Czech Academy of Sciences, Prague, CZ
- 2017 – 2024: Sprecher des Sonderforschungsbereichs SFB 1078 „Protonation Dynamics in Protein Function“[9]
- 2015 – 2024: Associate Editor of Chemical Reviews[10]
- 2014 – 2021: Mitglied des Gremiums Ombudsman für die Wissenschaft[4]
- 2014: Fellow of the Japan Society for the Promotion of Science
- 2013 – 2015: Mitglied des Hertha-Sponer Preiskomitees der Deutschen Physikalischen Gesellschaft
- 2012 – 2018: Mitglied des Exzellenzrates der Freien Universität Berlin[11]
- 2010 – dato: Organisator des jährlichen Manfred-Eigen-Winterseminars in Klosters, Schweiz (zusammen mit Markus Sauer)
- 2008 – 2012: Fachkollegiat der Deutschen Forschungsgemeinschaft im Fach Chemie (Fachforum 305-01)
- 1997 – 2003: Mitherausgebertätigkeit für Biochimica et Biophysica Acta